# マティスヤフ
マティスヤフ（Matisyahu、1979年6月30日、本名マシュー・ポール・ミラー Matthew Paul Miller）は、ユダヤ系アメリカ人のレゲエシンガー、ラッパー、ビートボクサー、オルタナティヴ・ロックミュージシャン。アメリカ合衆国ペンシルベニア州ウェストチェスター生まれ、ニューヨーク州ホワイト・プレインズ出身。
ユダヤ教のモチーフとレゲエ、ロック、ヒップホップのビートボックスのサウンドを融合した音楽で知られる。

## ディスコグラフィ

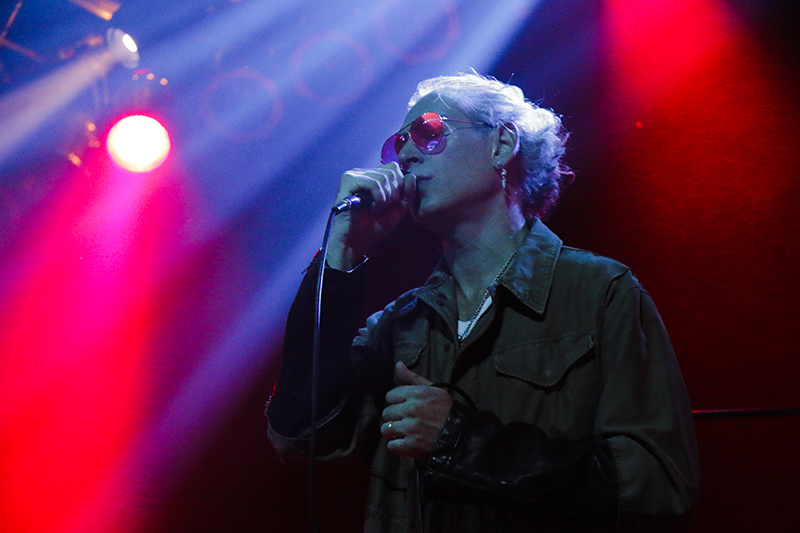
パフォーマンスするマティスヤフ（2019年）

### スタジオ・アルバム
- Shake Off the Dust... Arise (2004年)
- 『ユース』 - Youth (2006年)
  - 『ユース 2.0』 - Youth 2.0 (2006年) ※日本編集盤
- 『閃光のスペクトラル』 - Light (2009年)
- Spark Seeker (2012年)
- Akeda (2014年)
- Undercurrent (2017年)
- Matisyahu (2022年)

### ライブ・アルバム
- Live at Stubb's (2005年)
- Live at Twist & Shout (2009年)
- Live at Stubb's, Vol. 2 (2011年)
- Five7Seven2 Live (2013年)
- Live at Stubb's Vol. III (2015年)

### リミックス・アルバム
- Youth Dub (2006年)
- No Place to Be (2006年)

### EP
- Shattered EP (2008年)
- Youth EP (2009年)
- Miracle (2011年)
- Spark Seeker: Acoustic Sessions (2013年)
- Release the Bound (2016年)

### コンピレーション・アルバム
- Playlist: The Very Best of Matisyahu (2012年)